# أكاديمية العالم الإسلامي للعلوم
أكاديمية العالم الإسلامي للعلوم هي منظمة دولية غير سياسية غير ربحية للعلوم والتكنولوجيا تهدف إلى تطوير الكفاءات العلمية والتكنولوجية في العالم الإسلامي تأسست سنة 1986.

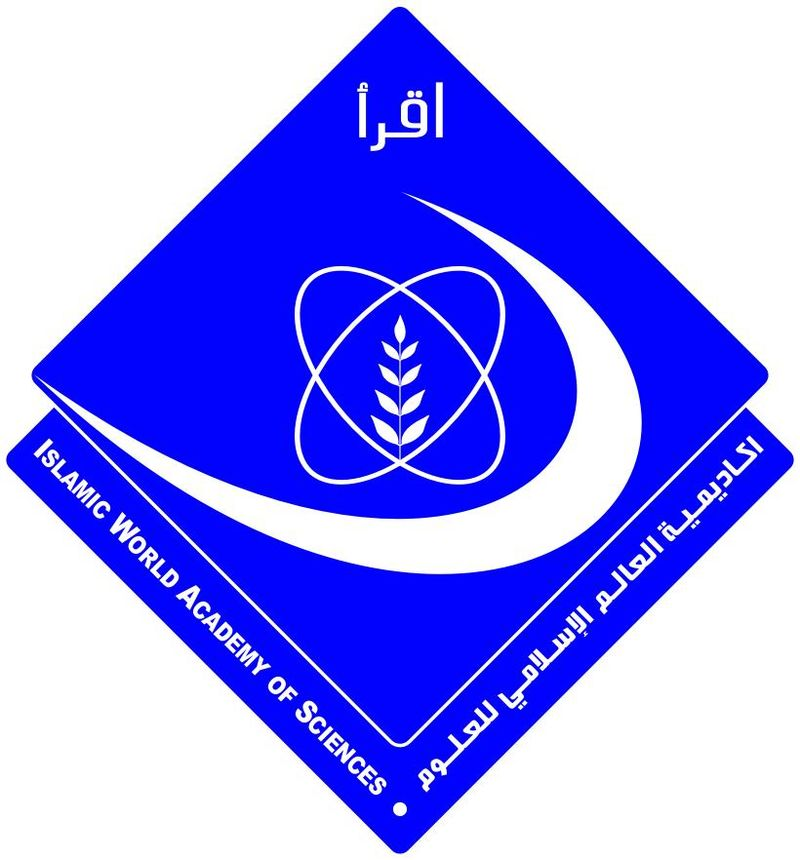
أكاديمية العالم الإسلامي للعلوم

## التأسيس
اتُّخذَ قرار تأسيس الأكاديمية خلال مؤتمر القمة الإسلامي الذي عقد في الدار البيضاء عام 1984. وتأسست الأكاديمية بشكل رسمي عام 1986 تحت رعاية الأردن وباكستان وبدعم وقيادة الدكتور علي قاضي (رئيس الأكاديمية المؤسس) من باكستان والدكتور علي الكتاني (أمين عام مجلس الإدارة المؤسس) من المغرب.
وفي أكتوبر 1986، توافد إلى عمان ثمانية وثلاثون عالماً بارزاً من دول إسلامية مختلفة تمّت دعوتهم ليضعوا اللبنة الدستورية والأكاديمية لأكاديمية العالم الإسلامي للعلوم بصفتهم الأعضاء المؤسسين.
وفي ختام المؤتمر قام الأمير الحسن بن طلال ورئيس جمهورية باكستان الإسلامية بقبول رعاية الأكاديمية.
بعد أن تأسست الأكاديمية الإسلامية للعلوم بمباركة الأردن وباكستان عام 1986، قررت الهيئة العامة للأكاديمية في اجتماعها السنوي الذي عقد في كوالالمبور ماليزيا في شهر مارس 2005 وبناءاً على تنسيب من مجلس إدارة الأكاديمية وأمانتها العامة تغيير اسم الأكاديمية ليصبح «أكاديمية العالم الإسلامي للعلوم.»

## أهداف الأكاديمية
تتمثل الأهداف الرئيسية للأكاديمية في:
- تقديم النصح والمشورة للأمة ومؤسسات الدول الأعضاء في منظمة التعاون الإسلامي (OIC) حول العلوم والتكنولوجيا وتطبيقاتها.
- تنفيذ برامج ونشاطات علمية وتكنولوجية، وتشجيع التعاون بين الباحثين في البلدان الإسلامية المختلفة حول مشاريع ذات أهمية مشتركة.
- تشجيع البحث العلمي ودعمه حول أهم المشاكل التي تواجه البلدان الإسلامية، وتحديد التكنولوجيات المستقبلية الملائمة لغايات تبنيها واستخدامها.
- صياغة مقاييس للإنجاز والتحصيل العلمي، ومنح الجوائز والأوسمة للإنجازات العلمية المتميزة للمبدعين ومراكز الإبداع في فروع العلوم المختلفة.

## برنامج عمل الأكاديمية
خلفية عامة
يهدف البرنامج إلى إبراز العلاقة المتناغمة بين المعرفة والعلم والتكنولوجيا من جهة والقيم الإسلامية من جهة أخرى. ويشتمل البرنامج على عناصر رئيسة متعلقة ببناء القدرات العلمية والتكنولوجية الموجهة خصيصاً للمجتمع العلمي في دولنا، وخصوصا في نطاق البحث في العلوم الأساسية.
وهناك جزء آخر من البرنامج يهدف إلى تجسير الفجوة بين العالِم/ الباحث وصانع القرار ويركز على تفعيل وترقية الإجراءات الحكومية في بعض مناحي العلوم والتكنولوجيا. ولعل مثل هذه النشاطات تحفز بالمجمل عملية التنمية الاقتصادية والاجتماعية في الدول الإسلامية.
بالإضافة إلى ذلك، يتضمن برنامج عمل الأكاديمية نشاطاً يهدف إلى نشر المعلومات يسعى إلى زيادة الاهتمام العام بالعلم والنشاط العلمي ويخاطب شرائح مختلفة من جمهور الأكاديمية.
تمكنت الأكاديمية منذ عام 1986 من تغطية جوانب عديدة من برنامج عملها، ومن تحقيق هدفين رئيسين ضمن توجهها العام للمساهمة في تنمية الدول الأعضاء في منظمة التعاون الإسلامي. فقد تمكنت الأكاديمية من تقديم نفسها كمؤسسة تعنى برسم السياسات العلمية والتكنولوجيـة بشكل عام تحفز الدول والمؤسسات في منظمة التعاون الإسلامي على تبني سياسات مدروسـة وقابلة للتطبيق في مجال العلوم والتكنولوجيا. تمكنت الأكاديمية كذلـك من التنفيذ المباشر لنشاطات مهمة تقع ضمن مجال عملها وخصوصاً في مجال المطبوعات، والتدريب وتكنولوجيا المعلومات.
تسعى الأكاديمية في برامجها إلى تغطية هذين المسارين بشكل متميز فهي مستمرة في تقديم سياساتها حول مواضيع مختلفة إلى الدول الإسلامية وتحاول أيضاً تنظيم نشاطات متميزة بنفسها تعود بالنفع على المجتمع العلمي في دول منظمة التعاون الإسلامي.

## النشاطات
مقدمة
دأبت الأكاديمية منذ تأسيسها على تنفيذ نشاطات دورية، وأخرى استثنائية تتماشى مع برنامجها. والهدف المبتغى من هذه النشاطات هو ترقية قطاع العلوم والتكنولوجيا في دول منظمة التعاون الإسلامي والدول النامية بعامة. وتؤمن الأكاديمية بأن هذا التوجّه سيؤدي إلى مزيدٍ من الاهتمام بهذا القطاع، والإفادة من مخرجاته سواء كانت في قطاع التعليم، أو الصحة، أو الصناعة، أو رفاهية الإنسان.
مـاذا حققنــا؟
بَنت الأكاديمية نفسها لتكون مؤسسةً ناشطةً تخدم الأمة، وتُسخّر جلَّ مواردها المتواضعة لنشاطات تُسرّع مستوى التنمية في الدول الأعضاء في منظمة التعاون الإسلامي.
والأكاديمية ناشطة في مجال ترقية النشاط الإسلامي الجماعي من خلال مؤتمرات علمية متخصصة، وتنشر وقائع هذه المؤتمرات (وثائق السياسات)، وتنشر المجلات، والكتب، والنشرات، وتصدر مجلة طبية ترقى إلى المستوى الدولي. كما قامت الأكاديمية بتنظيم العديد من برامج التدريب المتميزة، وأطلقت موقعاً لها على شبكة الإنترنت، ولها نشاط جيد في هذا المجال. وقبل هذا وذاك، يجدر القول بأن الأكاديمية قد تمكنت من إرساء دورين أساسيين لها يتمثلان في رسم السياسات وتنفيذ البرامج، وأضحت جهةً تُكرّس جُهودها للمُساهمة في تنمية الأمّة والإنسانية.
بالإضـافة لذلك، تتواصل الأكاديمية باستمرار مع منظمات وطنية ودولية غير حكومية، ومع حكومات عديدة في العالم.

## العلاقات الدولية

### مقدمة
تخدم أكاديمية العالم الإسلامي للعلوم من خلال ارتباطها بالمنظمات الدولية؛ إذ توفر للدارسين من الدول الإسلامية المختلفة قناةَ اتصالٍ مباشرة عبر الأكاديمية مع المنظمات الدولية مثل منظمة الأمم المتحدة للتربية والثقافة والعلوم (UNESCO)، والبنك الدولي... إلخ.
وعلى الصعيد الإسلامي، تحافظ الأكاديمية على علاقات طيبة مع منظمات مثل المنظمة الإسلامية للتربية والثقافة والعلوم (ISESCO)، ومع مؤسسات وجامعات عديدة أخرى في العالم الإسلامي، بالإضافة إلى الأمانة العامة لمنظمة التعاون الإسلامي.

### التعاون مع الكومستـك[6](COMSTECH)
لأكاديمية العالم الإسلامي للعلوم والكومستك علاقة متينة منذ أن ساهمت الكومستك في إنشاء الأكاديمية عام 1986، وكان ذلك بناءً على توصيةٍ من مؤتمر القمة الإسلامي. وخلال السنوات الماضية، قامت الكومستك بدعم الأكاديمية مالياً إلى جانب البلد المضيف للأكاديمية (الأردن)، ومَوّلت عدة نشاطات نظّمتها الأكاديمية في مجال بناء القدرات العلمية والتكنولوجية.
وتتبادل الأكاديمية والكومستك المعلومات حول البرامج العلمية المختلفة بشكل دوري، وتعملان ضمن منطقة استقطابها على ترقية النشاطات العلمية والتكنولوجية فيها، وتسعى كل منهما كذلك إلى تحفيز الدول الإسلامية إلى زيادة إنفاقها على العلوم والتكنولوجيا.

### التعاون معالبنك الإسلامي للتنمية(IDB)
يساهم البنك في تمويل مؤتمرات الأكاديمية السنوية منذ عام 1990، وغالبا ما يُرسل خبراءه المتخصصين لتقديم أوراق عمل تصف نشاط البنك في نطاق موضوع المؤتمر.
وللأكاديمية دور نشط من خلال موقعها على الإنترنت ووسائل الاتصال الأخرى في الترويج لجائزة البنك الإسلامي للتنمية للعلوم والتكنولوجيا، التي تهدف إلى تشجيع التميز في قطاع العلوم والتكنولوجيا وتعزيزه ضمن مؤسسات منظمة التعاون الإسلامي.

### التعاون مع منظمة الأمم المتحدة للتربية والثقافة والعلوم[7](UNESCO)
شاركت الأكاديمية خلال شهر مارس 2009 بإطلاق مركز اليونسكو الدولي للابتكار والعلوم والتكنولوجيا والتعاون فيما بين بلدان الجنوب (ISTIC) في كوالالمبور، ونفذّت عدداً من البرامج مع هذا المركز منذ تأسيسه.
علاوة على ذلك، تم تكليف الأستاذ الدكتور عدنان بدران زميل الأكاديمية والدكتورمنيف الزعبي، مدير عام الأكاديمية بتأليف الفصل الخاص بالدول العربية من تقرير اليونسكو للعلوم لعام 2010، وتم إنجاز المهمة بنجاح.
وفي عام 2014، تمت دعوة الدكتور منيف الزعبي للمرة الثانية لتأليف الفصل الخاص بالدول العربية في تقرير اليونسكو للعلوم 2015.

### التعاون مع المنظمة الإسلامية للتربية والثقافة والعلوم[8](ISESCO)
قـامت الأكاديمية بإبرام اتفاقية تعاون مع المنظمة الإسلامية للتربية والثقافة والعلوم (ISESCO)، في عام 1989. ومنذ ذلك الحين كان التواصل مثمراً بينهما وساهمت (ISESCO) إسهاماً مهماً في مؤتمر عام 1993، ومؤتمر عام 1994، ومؤتمر عام 1999.
كما ساهمت الأيسيسكو مادياً وأكاديمياً في مؤتمر الأكاديمية الحادي عشر الذي عُقد في الرباط بالمغرب، وتمثلت مساهمتها العلمية بورقة عمل حول حالة البحث العلمي في مجال التكنولوجيا الحيوية في العالم الإسلامي. كما شاركت الأيسيسكو وساهمت في تمويل مؤتمري الأكاديمية لعام 2006 وعام 2008.

### التعاون مع أكاديمية العالم للعلوم (TWAS)
وقّعت أكاديمية العالم الإسلامي للعلوم وأكاديمية العالم للعلوم اتفاقية تعاون منذ عدة سنوات كخطوة أولى لتفعيل التعاون بين هاتين الأكاديميتين الدوليتين، حيث تم التنسيق بينهما بشكل كبير مؤخراً. وغالباً ما تشارك أكاديمية العالم الإسلامي للعلوم بنشاطات دولية تُنظّمها الأخرى، وتتبادل الأكاديميتان المعلومات أيضاً في نطاق عمل مجموعة ال 77، ومنظمة العالم الثالث للمنظمات العلمية (TWNSO)، علماً بأن أكاديمية العالم الإسلامي للعلوم تتمتع بعضوية ال (TWNSO) منذ عدة سنوات.

### التعاون مع منتدى الأكاديميات العالمي IAP
انضمت أكاديمية العالم الإسلامي للعلوم إلى منتدى الأكاديميات العالمي، ويعتبر المنتدى شبكة دولية لأكاديميات العلوم، لتتمكن الأكاديمية من التفاعل الكامل مع مئة من أكاديميات العلوم الوطنية والدولية في العالم. وتم انتخاب الأكاديمية خلال اجتماع الهيئة الأخير الذي عُقد في الإسكندرية خلال شهر كانون الأول (ديسمبر) 2006.

### التعاون مع أكاديميات العلوم
ترتبط الأكاديمية بمذكرات تعاون مع أكاديميات العلوم في كل من كازاخستان، وأذربيجان وأوزبكستان.
ومنذ عام 2003 قامت الأكاديمية بالتنسيق مع الأكاديمية الماليزية للعلوم بخصوص تنظيم التعاون الدولي حول العلوم والتكنولوجيا الذي عقد في كوالالمبور بماليزيا، خلال شهر تشرين الأول (أكتوبر) 2003، وبتنظيم المؤتمر العلمي الرابع عشر للأكاديمية الذي عُقد في العاصمة الماليزية خلال شهر مارس (آذار) 2005. كما ساهمت أكاديمية العالم الإسلامي للعلوم بتنظيم المؤتمر الدولي الذي عقدته الأكاديمية الماليزية للعلوم خلال شهر آب (أغسطس) 2007، تحت عنوان «العلوم والتكنولوجيا والابتكار: نحو عالم إسلامي مزدهر وآمن».
وتوج التواصل المستمر خلال السنوات العشر الماضية مع الأكاديمية الأمريكية الوطنية للعلوم بمشاركة كبار أعضاء هذه الأكاديمية في بعض نشاطات الأكاديمية، علاوة على ترشيح أمين علاقاتها الخارجية للمشاركة في مؤتمرات الأكاديمية بانتظام.
وفي عام 2005، شاركت أكاديمية العالم الإسلامي للعلوم بنشاط نظمته الأكاديمية الأمريكية للعلوم في الجمهورية التونسية حول «المنهج العلمي لصنع القرار»، وباشرت بإجراء اتصالات مع عدة منظمات لتنظيم نشاطات مشابهة في منطقة الشرق الأوسط. كما شاركت الأكاديمية لاحقاً بنشاطات أخرى في مجال المياه، بما في ذلك إصدار وقائع كتاب ندوة تونس.
وتقدم الأكاديمية الدعم لأكاديمية فلسطين للعلوم والتكنولوجيا من خلال تسهيل مشاركة مسؤوليها في نشاطات علمية مختلفة في الشرق الأوسط، بالإضافة إلى تقديم المساعدة والنصح لهذه الأكاديمية الشقيقة بشكل دوري.
هذا وساعدت أكاديمية بنغلادش للعلوم في تنظيم مؤتمر الأكاديمية التاسع عشر الذي عُقد في دكا، ببنغلادش، وحضره عدد من أعضاء أكاديمية بنغلادش.

### التعاون مع المنتدى الطبي للأكاديميات IAMP
المنتدى الطبي للأكاديميات معني بقضايا الصحة العالمية، وجمعية أنشأتها أكاديميات العالم الطبية وأكاديميات العلوم في العالم التي لديها أعضاء متخصصون في الطب من أجل العمل الثنائي والإقليمي والدولي. وقد تم انتخاب أكاديمية العالم الإسلامي للعلوم عضواً في الاجتماع الأخير للمنتدى الذي عُقد في كوالالمبور بماليزيا في عام 2010.

### التعاون مع اتحاد الاكاديميات العالمي (IUA)
خلال شهر نوفمبر 2007، انتُخبت الأكاديمية لعضوية اتحاد الاكاديميات العالمي (IUA)، أقدم وأكبر اتحاد للأكاديميات والجمعيات العلمية في العالم، تم تأسيسه في عام 1919، ومقره بروكسل.
وقد استضافت الأكاديمية اجتماعاً للمجلس التنفيذي لـ IUA خلال شهر سبتمبر عام 2011، في مقر الأكاديمية في عمان، حيث تمت مناقشة عدد من المبادرات المشتركة الممكنة بين الأكاديمية والاتحاد IUA.
كما ساعدت الأكاديمية في تنظيم مؤتمر دولي في ارلانغن (ألمانيا) خلال شهر يناير عام 2014، تحت عنوان «تأثير المصادر العربية في المعرفة والعلوم في كل من أوروبا وآسيا» بالتعاون مع اتحاد الاكاديميات العالمي (IUA).
وسوف تشارك الأكاديمية في تنظيم المؤتمر الدولي الثاني للاتحاد بعنوان «أثر العلوم العربية في أوروبا وآسيا من العصور الوسطى إلى العصر الحديث»، والذي سيعقد بعمان/ الأردن، خلال شهر أبريل من عام 2017.

### التعاون مع مجلس التفاهم العالمي (IAC)
تم تأسيس مجلس التفاهم العالمي في عام 1983 كمنظمة دولية مستقلة لتبادل الخبرة والطاقة والاتصالات الدولية بين الخبراء السياسيين الذين تولوا أعلى المناصب في بلدانهم.
وقد شاركت الأكاديمية، من خلال رئيسها الدكتور عبد السلام المجالي أحد أعضاء IAC- ومديرها العام، في الندوة الخاصة التي نظمها مجلس التفاهم العالمي حول "الأزمة العالمية للمياه: معالجة الأمن المائي قضية ملحة في تورونتو بكندا، في مارس 2011. وقدمت الأكاديمية لاحقاً عدداً من التوصيات التي تم اعتمادها من قبل اللجنة الاستشارية غير الرسمية للمجلس. وبالإضافة إلى ذلك، شارك رئيس الأكاديمية والمدير العام في الاجتماع السنوي الثلاثين لـ IAC الذي عُقد في الصين خلال شهر مايو عام 2012. وتم تقديم ورقة عمل بعنوان "لمحات مهمة عن المياه في الشرق الأوسط: تحويل التحديات إلى فرص محتملة للسلام والتنمية ".
وقدّم رئيس الأكاديمية خطاباً رئيسياً في الاجتماع السنوي الحادي والثلاثين للجلسة العامة لمجلس التفاهم العالمي الذي عقد في مايو 2013 في المنامة بالبحرين، تحت عنوان «الانتفاضات في العالم العربي: واقع وراء فشل السياسة والسياسات».
كما ساهمت الأكاديمية بورقة عمل حول «حقيقة الربيع العربي زائفة؟ لقطة من السياسة الكامنة والاقتصاد، والتحدي المتمثل في انعدام الأمن المائي» خلال شهر نوفمبر عام 2013.
ثم أطلق المجلس كتابه الثالث حول «المياه والطاقة، والصحوة العربية». وهذا الكتاب هو الثالث من «الأجندة العالمية» لسلسلة المجلس، والثاني الذي ينشره المجلس بالشراكة مع معهد جامعة الأمم المتحدة للمياه والبيئة والصحة (UNU- الشبكة الدولية للمياه).

## مطبوعات الأكاديمية

### وقائع المؤتمرات[9]
- «الأكاديمية الإسلامية للعلوم»، وقائع المؤتمر التأسيسي، عمان (الأردن) (1986)، منشورات أكاديمية العالم الإسلامي للعلوم، د. علي كتاني (محرر).
- «الأمـن الغذائي في العالم الإسلامي»، وقائع المؤتمر الأول للأكاديمـية، عمان (الأردن) (1987)، منشورات أكاديمية العالم الإسلامي للعلوم، د. صبحي القاسم (محرر).
- «سياسات العلوم والتكنولوجيا من أجل الاعتماد على الذات في العالم الإسلامي»، وقائع المؤتمر الثاني للأكاديمية، إسلام آباد (باكستان) (1988)، منشورات أكاديمية العالم الإسلامي للعلوم، د. فخر الدين الداغستاني، د. هاني الملقي، ود. محمد الحلايقة (محررون).
- «التقنيـات الجديدة والتنمية في العالم الإسلامي»، وقائع المؤتمر الثالث للأكاديميـة، الكويت (1989)، منشورات أكاديمية العالم الإسلامي للعلوم، د. فخر الدين الداغستاني ود. صبحي القاسم (محرران).
- «نقل التكنولوجيا للتنمية في العالم الإسلامي»، وقائع المؤتمر الرابع للأكاديمية، أنطاليـا (تركيا) (1990)، منشورات أكاديمية العالم الإسلامي للعلوم، د. فخرالدين الداغستاني، د. محمد ارغن، ود. عرفات التميمي (محررون).
- «تنمية القوى البشرية العاملة في العلوم والتكنولوجيا في العالم الإسلامي»، وقائع المؤتمر الخامس للأكاديمية، عمان (الأردن) (1991)، منشورات أكاديمية العالم الإسلامي للعلوم، د. فخرالدين الداغستاني، د. عرفات التميمي ود. هاني الملقي (محررون).
- «البيئة والتنمية في العالم الإسلامي»، وقائع المؤتمر السادس للأكاديمية، كوالالمبور (ماليزيا) (1992)، منشورات أكاديمية العالم الإسلامي للعلوم، د. صالح العذل، د. فخرالدين الداغستاني ود. عرفات التميمي (محررون).
- «الصحة، التغذية والتنمية في العالم الإسلامي»، وقائع المؤتمر السابع للأكاديمية، دكار (السنغال) (1993)، منشورات أكاديمية العالم الإسلامي للعلوم، د. ناجي بور، د. علي الكتاني، ومنيف رافع الزعبي (محررون).
- «المياه في العالم الإسلامي: أزمة مرتقبة»، وقائع المؤتمر الثامن للأكاديمية، الخرطوم (السودان) (1994)، منشورات أكاديمية العالم الإسلامي للعلوم، د. محمد ارغن، د. حلمي دوجان الطنبيلك، ومنيف رافع الزعبي (محررون).
- «تعليم العلوم والتكنولوجيا لأجل التنمية في العالم الإسلامي»، وقائع المؤتمر الدولي التاسع، طهران (إيران) (1999) – منشورات أكاديمية العالم الإسلامي للعلوم، تحرير: د. محمد ارغن (تركيا)، د. مصطفى دورك (تركيا)، منيف رافع الزعبي (الأردن) ISBN 9957-412-00-7)).
- «تكنولوجيا المعلومات من أجل التنمية في العالم الإسلامي»، وقائع المؤتمر الدولي العاشر، تونس (الجمهورية التونسية) (2000) – منشورات أكاديمية العالم الإسلامي للعلوم، تحرير: د. محمد ارغن (تركيا)، د. مصطفى دورك (تركيا)، منيف رافع الزعبي (الأردن).ISBN 9957-412-03-5)).
- «التكنولوجيا الحيوية وهندسة الجينات من أجل التنمية في العالم الإسلامي»، وقائع المؤتمر الدولي الحادي عشر، الرباط، (المملكة المغربية) (2001) – منشورات أكاديمية العالم الإسلامي للعلوم، تحرير: د. عبد السلام المجالي (الأردن)، د. محمد ارغن (تركيا)، منيف رافع الزعبي (الأردن)(ISBN 9957-412-07-8).
- «العلوم وتكنولوجيا المواد والثقافة العلمية»، وقائع المؤتمر الثاني عشر، إسلام أباد (الباكستان) (2002) – منشورات أكاديمية العالم الإسلامي للعلوم، تحرير: د. محمد ارغن (تركيا)، منيف رافع الزعبي (الأردن) (ISBN 9957-412-06-X)
- " الطاقة للتنمية في العالم الإسلامي والعلوم ومستقبل البشرية، وقائع المؤتمر الدولي الثالث عشر، سراواك (ماليزيا) (2003) – منشورات أكاديمية العالم الإسلامي للعلوم، تحرير: د. محمد ارغن (تركيا)، منيف رافع الزعبي (الأردن) (ISBN 9957-412-08-6).
- «العلوم والتكنولوجيا والابتكار للتنمية الاقتصادية والاجتماعية: نحو الرؤية 1441»، وقائع المؤتمر الدولي الرابع عشر، كوالالمبور (ماليزيا) (2005) – منشورات أكاديمية العالم الإسلامي للعلوم، تحرير: د. محمد ارغن (تركيا)، منيف رافع الزعبي (الأردن).(ISBN 9957-412-11-6).
- «التميز في التعليم العالي للتنمية في العالم الإسلامي»، وقائع المؤتمر الدولي الخامس عشر، أنقرة (تركيا) (2006) – منشورات أكاديمية العالم الإسلامي للعلوم، تحرير: د. محمد ارغن (تركيا)، منيف رافع الزعبي (الأردن)، (ISBN 978-9957-412-18-0).
- «العلوم والتكنولوجيا والابتكار لتحقيق التنمية المستدامة: توافق السياسة والسياسات»، – وقائع المؤتمر الدولي السادس عشر، كازان، تاترستان (روسيا الإتحادية)، (2008) - منشورات أكاديمية العالم الإسلامي للعلوم، تحرير د. محمد ارغن (تركيا)، منيف رافع الزعبي (الأردن). (ISBN 978-9957-412-19-7).
- «نحو مجتمع المعرفة في العالم الإسلامي» - وقائع المؤتمر الدولي السابع عشر، سيلانغور/ ماليزيا، (2009) – منشورات أكاديمية العالم الإسلامي للعلوم، تحرير د. محمد ارغن (تركيا)، منيف رافع الزعبي (الأردن). (ISBN 978-9957-412-22-7).
- «العالم الإسلامي والغرب: إعادة بناء الجسور من خلال العلوم والتكنولوجيا»، وقائع المؤتمر الدولي الثامن عشر، الدوحة، قطر، 2011، منشورات أكاديمية العالم الإسلامي للعلوم، تحرير محمد ارغن (تركيا)، منيف رافع الزعبي (الأردن). تحت الطبع.
- «تحقيق التنمية الاقتصادية والاجتماعية في العالم الإسلامي من خلال العلوم والتكنولوجيا والابتكار»، وقائع المؤتمر الدولي التاسع عشر، دكا، بنغلادش، 2013. منشورات أكاديمية العالم الإسلامي للعلوم، تحرير محمد ارغن (تركيا)، منيف رافع الزعبي (الأردن). تحت الطبع.

### الكتـــــب
- «الفكر الإسلامي والعلم المعاصر»، منشورات أكاديمية العالم الإسلامي للعلوم (1998)، الدكتور ممتاز علي قاضي (مؤلف).
- «المفاهيم القرآنية والنظريات العلمية»، منشورات أكاديمية العالم الإسلامي للعلوم (1999)، الدكتور ممتاز علي قاضي (مؤلف).
- «أعلام ومفكرون»، (تحرير حكيم محمد سعيد)- طبعة ثانية منقحة نشرتها أكاديمية العالم الإسلامي للعلوم بترخيص من مؤسسة همدارد (باكستان) - محرر الطبعة الثانية منيف رافع الزعبي (2000)، وباللغتين العربية والإنجليزية.(ISBN 9957-412-01-6)
- «كتيب إعلانات أكاديمية العالم الإسلامي للعلوم»، منشورات أكاديمية العالم الإسلامي للعلوم (2005) - تحرير منيف رافع الزعبي (الأردن) (ISBN 9957-412-09-4).
- «كتيب ندوة تواصل أكاديمية العالم الإسلامي للعلوم»، منشورات أكاديمية العالم الإسلامي للعلوم (2005) - تحرير منيف رافع الزعبي (الأردن) (ISBN 9957-412-10-8).
- «كتيب حقوق الملكية الفكرية: مقدمة للعلماء والتكنولوجيين»، منشورات أكاديمية العالم الإسلامي للعلوم (2006) – الدكتور محمد بهاء الدين فايز (مصر) (مؤلف) - تحرير منيف رافع الزعبي (الأردن) (ISBN 9957-412-15-9).
- «كتيب الهندسة العكسية»، منشورات أكاديمية العالم الإسلامي للعلوم (2010) – الدكتور محمد بهـاء الدين فايز (مصر) (مؤلف) - تحرير منيف رافع الزعبي (الأردن) (ISBN 978-9957-412-20-3).
- «الاكتشافات العلمية في الحضارة الإسلامية»، منشورات أكاديمية العالم الإسلامي للعلوم تأليف الدكتور أحمد جبار (ISBN 978-9957-412-23-4).
- «أساسيات العلوم والتكنولوجيا وسياسة الابتكار»، منشورات أكاديمية العالم الإسلامي للعلوم (2013) تأليف الدكتور عمر عبد الرحمن (ماليزيا) (ISBN 978-983-9445-954)

### المجلة الطبية للأكاديمية[10]
تعتبر المجلة الطبية لأكاديمية العالم الإسلامي للعلوم، والتي صدرت للمرة الأولى في آب (أغسطس) 1988، مطبوعة راقية تضاهي مثيلاتها من المجلات العلمية الدولية. وقد حققت منذ ذلك الحين تقدما ملحوظا من حيث النوعية ودورية الصدور. كما تم منحها رقما دولياً متسلسلاً للدوريات (ISSN 1016-3360). وتمثل المجلة منبراً متميزاً يمكن العلماء والباحثين في الدول الإسلامية والنامية من نشر أبحاثهم العلمية.
بدأ إصدار هذه المجلة المحكمة التي تطبع في تركيا وتوزع دولياً، بالتعاون مع مؤسسة الكويت للتقدم العلمي (KFAS). وتلقت إدارة المجلة منذ ذلك الحين تمويلاً من الأمانة العامـة للأكاديمية والكومستك.

### نشرة الأكاديمية
تصدر الأكاديمية عبر أمانتها العامة، وبشكل منتظم، نشرتها الإخبارية الخاصة بها.
تهدف هذه المطبوعة والتي توزع إلى أكثر من 2500 عنوان في العالم إلى التعريف بمختلف الأنشطة التي تقوم بهـا الأكاديمية، وكذلك إلى عرض برامج الأكاديمية قصيرة وطويلة الأمد. وغالباً ما تحتوي هذه النشرة على أخبار الأكاديمية، وتتضمن نشاطات زملائها وموظفيها.

### مجلة الفكر الإسلامي والإبداع العلمي (باللغة العربية)
بنـاءاً على طلب اللجنة الدائمة للتعاون العلمي والتكنولوجي (COMSTECH)، التابعة لمنظمة التعاون الإسلامي (OIC)، وبتمويل منها، قامت الأكاديمية ولست سنوات متتالية بإصدار النسخة العربية من مجلة الكومستك “الفكر الإسلامي والإبداع العلمي، ” وهي مطبوعة دورية رفيعة المستوى.
وقـد تم طبع وتوزيع أول خمسة مجلدات (عشرون عدداً) من النسخة العربية وذلك بالتعاون مع المجمع الملكي لبحوث الحضارة الإسلامية (مؤسسة آل البيت) في عمان.

## الهيكل التنظيمي
يتكون الهيكل التنظيمي للأكاديمية على هيئة العامة، مجلس، الأمانة العامة، زملاء، الزملاء الراحلون وجائزة إبراهيم.

### الهيئة العامة للأكاديمية
تعقـد الهيئة العامة اجتماعاتها بشكل سنوي منذ تأسيس الأكاديمية عام 1986. ويتم في هذه الاجتماعات مناقشة قضايا علمية مُهمّة، وتقييم الأنشطة التي تم تنفيذها، والتخطيط لأنشطة مستقبلية، ومتابعة القضايا الإدارية والمالية المتعلقة بالأمانة العامة.
يُشـرف على التوجه العام للأكاديمية، كونها مؤسسة مستقلة، هيئة عامة تتألف من كـافة زملاء الأكاديمية، ويمثّلون أكثر من 40 دولة. وزملاء الأكاديمية شخصيات مرموقة حقق معظهم الكثير في مجال العلوم والتكنولوجيا على الصعيد الوطني والعالمي.

### مجلس الأكاديمية
للأكاديمية مجلس تنفيذي يضم أحد عشر عضواً تنتخبهم الهيئة العامة لمدة أربع سنوات، ويخضع هذا المجلس لمراقبة الهيئة العامة وإشرافها.
مجلس أكاديمية العالم الإسلامي للعلوم (2017-2021)

| الرئيس         | عبد السلام المجالي | الأردن   |
| نائب الرئيس    | نور محمد بط        | باكستان  |
| نائب الرئيس    | منير أوزترك        | تركيا    |
| نائب الرئيس    | خديجة محمد يوسف    | ماليزيا  |
| أمين الصندوق   | عدنان بدران        | الأردن   |
| أمين عام       | أحمد آزاد          | أستراليا |
| عضو            | م شمشير علي        | بنغلاديش |
| عضو            | محمد أصغر          | فرنسا    |
| عضو            | مصطفى خياطي        | الجزائر  |
| عضو            | حمد الله محرابوف   | ألمانيا  |
| عضو            | مثنى شنشل          | العراق   |
| عضو بحكم منصبه | منيف رافع الزعبي   | الأردن   |

### الأمانة العامة للأكاديمية
تعتبر الأمانة العامة لأكاديمية العالم الإسلامي للعلوم ومَقرّها عمان الذراع التنفيذي الرسمي للأكاديمية، والجهة المسؤولة عن المحافظة على هيكلها المؤسسي وتنفيذ برامجها، وذلك ضمن الإطار المحدد من قبل مجلس أكاديمية العالم الإسلامي للعلوم وهيئتها العامة.

### زملاء الأكاديمية
| الاسم                                    | الدولة                             | التخصص                          |
| ---------------------------------------- | ---------------------------------- | ------------------------------- |
| الأستاذ الدكتور محمد عبد اللاه           | إيران                              | علم العقاقير وعلم السموم        |
| الأستاذ الدكتور زاكري عبد الحميد         | ماليزيا                            | الجينات الجزيئية                |
| الأستاذ الدكتور عمر عبد الرحمن           | ماليزيا                            | سياسة العلوم وإدارة التكنولوجيا |
| الأستاذ الدكتور نعيم افغان               | البوسنة والهرسك                    | هندسة ميكانيكية                 |
| الأستاذ الدكتور إشفاق أحمد               | الباكستان                          | فيزياء                          |
| الأستاذ الدكتور عسكر اكاييف              | قيرغزستان                          | هندسة كمبيوتر                   |
| الأستاذ الدكتور سجاد علم                 | الباكستان                          | فيزياء                          |
| الأستاذ الدكتور لياقت علي                | بنغلاديش                           | طب بشري                         |
| الأستاذ الدكتور شمشير علي                | بنغلاديش                           | فيزياء                          |
| الأستاذ الدكتور قرشي محمد علي            | السودان                            | طب بشري                         |
| الأستاذة الدكتورة هدى صالح عماش          | العراق                             | أحياء                           |
| الأستاذة الدكتورة شازية انجوم            | الباكستان                          | كيمياء                          |
| الأستاذ الدكتور ويرانتو اريسموناندر      | أندونيسيا                          | هندسة ميكانيك                   |
| الأستاذ الدكتور محمد أصغر                | فرنسا                              | فيزياء نووية                    |
| الأستاذ الدكتور عطية عاشور               | مصر                                | رياضيات                         |
| الأستاذ الدكتور اللابيرين أشيرالييف      | تركمنستان                          | رياضيات                         |
| الأستاذ الدكتور صالح عبد الرحمن العذل    | السعودية                           | هندسة ميكانيك                   |
| الأستاذ الدكتور أحمد عبد الله ازاد       | استراليا                           | الكيمياء الحيوية                |
| الأستاذ الدكتور اغاجان بابييف            | تركمنستان                          | جغرافيا                         |
| الأستاذ الدكتور عدنان بدران              | الأردن                             | أحياء                           |
| الأستاذ الدكتور شاه نور بن بصري          | ماليزيا                            | هندسة ميكانيك                   |
| الأستاذ الدكتور فاروق الباز              | الولايات المتحدة الأمريكية         | جيولوجيا                        |
| الأستاذ الدكتور كاظم بهبهاني             | الكويت                             | طب بشري                         |
| الأستاذ الدكتور عزرت بكييف               | روسيا/ البلقار                     | فيزياء                          |
| الأستاذ الدكتور ناجي بور                 | تركيا                              | طب بشري                         |
| الأستاذ الدكتور رفيق بوخريص              | تونس                               | طب بشري                         |
| الأستاذ الدكتور ديفيد (محمد داود) برادلي | بريطانيا                           | فيزياء                          |
| الأستاذ الدكتور نور محمد بط              | الباكستان                          | فيزياء                          |
| الأستاذ الدكتور محمد اقبال شودري         | الباكستان                          | الكيمياء العضوية                |
| الأستاذ الدكتور عبد الله داعر            | عُمان/ كندا                         | طب بشري                         |
| الأستاذ الدكتور علي عبد الله الدفاع      | السعودية                           | رياضيات                         |
| الأستاذ الدكتور محمدو دافي               | فرنسا                              | الكيمياء الحيوية                |
| الأستاذ الدكتور رمضان دمير               | تركيا                              | أحياء                           |
| الأستاذ الدكتور حسينو فال ضيا            | السنغال                            | جيولوجيا                        |
| الأستاذ الدكتور مصطفى دورك               | تركيا                              | هندسة مواد ومعادن               |
| الأستاذ الدكتور محمد ارغين               | تركيا                              | هندسة كيماوية                   |
| الأستاذة الدكتورة سهام الدين كلداري      | الإمارات العربية المتحدة           | كيمياء حيوية                    |
| الأستاذة الدكتورة نسرين غدار             | لبنان                              | هندسة ميكانيك                   |
| الأستاذ الدكتور مهدي غولشاني             | إيران                              | الفيزياء                        |
| الأستاذ الدكتور قادر غلاموف              | اوزبكستان                          | فيزياء نووية                    |
| الأستاذة الدكتورة أمينة غريب-فقيم        | موريشوس                            | كيمياء                          |
| الأستاذ الدكتور هاشم محمد الهادي         | السودان                            | طب بيطري                        |
| الأستاذ الدكتور محمد حمدان               | الأردن                             | رياضيات                         |
| الأستاذ الدكتور عدنان الحموي             | سوريا                              | رياضيات                         |
| الأستاذ الدكتور كمال حنجلك               | البوسنة والهرسك                    | هندسة ميكانيكية                 |
| الأستاذ الدكتور محمد حاج علي حسن         | السودان                            | رياضيات                         |
| الأستاذ الدكتور تصور حياة                | الباكستان                          | رياضيات                         |
| الأستاذ الدكتور علي علي حبيش             | مصر                                | كيمياء                          |
| الأستاذ الدكتور بامبانغ هداية            | أندونيسيا                          | فيزياء/ فلك                     |
| الأستاذ الدكتور رابية حسين               | الباكستان                          | أحياء دقيقة                     |
| الأستاذ الدكتور عبد اللطيف ابراهيم       | ماليزيا                            | أحياء دقيقة                     |
| الأستاذة الدكتورة عيني ادريس             | ماليزيا                            | طب بيطري                        |
| الأستاذة الدكتورة أسمى اسماعيل           | ماليزيا                            | التكنولوجيا الحيوية             |
| الأستاذ الدكتور محمد شميم جايراجبوري     | الهند                              | علم الحيوان                     |
| الأستاذ الدكتور محمد قاسم جان            | باكستان                            | جيولوجيا                        |
| الأستاذة الدكتورة عفاف كمال الدين        | السودان                            | الكيمياء                        |
| الأستاذ الدكتور حمزة كتاني               | المغرب                             | كيمياء/ فيزياء                  |
| الأستاذ الدكتور سلامبك حادجييف           | جمهورية الشيشان                    | كيمياء                          |
| الأستاذ الدكتور ادريس خليل               | المغرب                             | رياضيات                         |
| الأستاذ الدكتور عبد القدير خان           | الباكستان                          | هندسة معادن                     |
| الأستاذ الدكتور حميد أحمد خان            | الباكستان                          | فيزياء                          |
| الأستاذ الدكتور محمد أجمل خان            | الباكستان                          | أحياء                           |
| الأستاذ الدكتور مصطفى خياطي              | الجزائر                            | طب أطفال                        |
| الأستاذة الدكتورة هالة جار الله الخزندار | غزة/ فلسطين                        | فيزياء                          |
| الأستاذ الدكتور عبد الحفيظ لهلايدي       | المغرب                             | طب وجراحة القلب                 |
| الأستاذة الدكتورة زهرة بن الأخضر         | تونس                               | فيزياء                          |
| الأستاذ الدكتور مالك معزه                | الجزائر                            | النانوتكنولوجيا                 |
| الأستاذ الدكتور عبد السلام المجالي       | الأردن                             | طب بشري                         |
| الأستاذ الدكتور أحمد مراكشي              | تونس                               | هندسة ميكانيك                   |
| الأستاذ الدكتور أحمد مظهروف              | تترستان/ روسيا                     | كيمياء البترول                  |
| الأستاذ الدكتور حمدالله محرابوف          | اذربيجان                           | فيزياء/ علم المواد              |
| الأستاذ الدكتور شاهر المومني             | الأردن                             | الرياضيات                       |
| الأستاذ الدكتور علي موسوي-موحدي          | ايران                              | الكيمياء                        |
| الأستاذ الدكتور سامي المظفر              | العراق                             | الكيمياء الحيوية                |
| الأستاذ الدكتور زغلول راغب النجار        | مصر                                | جيولوجيا                        |
| الأستاذ الدكتور إبراهيم صالح النعيمي     | قطر                                | كيمياء                          |
| الأستاذ الدكتور أنور نسيم                | الباكستان                          | الجينات الجزئية                 |
| الأستاذ الدكتور منير نايفه               | الأردن/ الولايات المتحدة الأمريكية | فيزياء                          |
| الأستاذ الدكتور روبرت نجماتولين          | تتارستان/ روسيا                    | فيزياء/ رياضيات                 |
| الأستاذة الدكتورة غلصن اونر              | تركيا                              | طب بشري                         |
| الأستاذ الدكتور رمضان وحيس               | الجزائر                            | فيزياء                          |
| الأستاذ الدكتور شيناسي اوزسويلو          | تركيا                              | طب أطفال                        |
| الأستاذ الدكتور منير اوزترك              | تركيا                              | علم الأحياء                     |
| الأستاذ الدكتور اقبال باركر              | جنوب افريقيا                       | الكيمياء الحيوية                |
| الأستاذ الدكتور سيد محمد قائم            | ألمانيا                            | كيمياء نووية                    |
| الأستاذ الدكتور صبحي القاسم              | الأردن                             | زراعة                           |
| الأستاذ الدكتور عطا الرحمن               | الباكستان                          | كيمياء                          |
| الأستاذ الدكتور ناجح محمد خليل الراوي    | العراق                             | هندسة مدنية                     |
| الأستاذ الدكتور محمود صلاح الدينوف       | اوزبكستان                          | رياضيات                         |
| الأستاذ الدكتور حسين سمير سلامة          | مصر                                | علم الحشرات                     |
| الأستاذ الدكتور الدر يونس اوغلو صلاييف   | اذربيجان                           | فيزياء/ رياضيات                 |
| الأستاذ الدكتور جواد صالحي               | ايران                              | هندسة الكترونية                 |
| الأستاذ الدكتور محمد سليم الله           | بنغلادش                            | فيزياء                          |
| الأستاذ الدكتور بوجمعة سمراوي            | الجزائر                            | أحياء                           |
| الأستاذ الدكتور لورينزو سافيولي          | ايطاليا                            | طب بشري                         |
| الأستاذ الدكتور محمد موسى شبات           | غزة/ فلسطين                        | أحياء                           |
| الأستاذ الدكتور مصباح الدين شامي         | الباكستان                          | كيمياء                          |
| الأستاذ الدكتور علي عبد الله الشملان     | الكويت                             | جيولوجيا                        |
| الأستاذ الدكتور أحمد شمس الاسلام         | بنغلادش                            | علم النباتات                    |
| الأستاذ الدكتور مثنى شنشل                | العراق                             | كيمياء                          |
| الأستاذ الدكتور زبتا خان شينواري         | الباكستان                          | أحياء                           |
| الأستاذ الدكتور احمدو مصطفى سو           | السنغال                            | طب بشري                         |
| الأستاذ الدكتور محمود تبياني             | ايران                              | الكترونيات                      |
| الأستاذ الدكتور ثامر محمد الشيبي         | تونس                               | الزراعة                         |
| الأستاذ الدكتور أحمد حكمت اوجيشيق        | تركيا                              | هندسة المواد                    |
| الأستاذة الدكتورة جولنار فاغابوفا        | تتارستان                           | طب بشري                         |
| الأستاذ الدكتور بخجاد يلداجيف            | أوزبكستان                          | فيزياء/ رياضيات                 |
| الأستاذ الدكتور خالد يوسف                | ماليزيا                            | طب بشري                         |
| الأستاذة الدكتورة خديجة محمد يوسف        | ماليزيا                            | علم الأحياء المجهري             |
| الأستاذ الدكتور ميخائيل زليخانوف         | البلقار/ روسيا                     | أحياء المناطق الجليدية          |

### الفائزون بجائزة إبراهيم التذكارية
| الأستاذ الدكتور أوغور ديلمن    | 1996 | تركيا           |
| الأستاذ الدكتور محمد عبد اللاه | 2006 | إيران           |
| الدكتور محمد مناع القطان       | 2007 | السعودية        |
| الدكتور فارس جافرانكابيتانوفيك | 2009 | البوسنة والهرسك |
| الدكتورة صايمة رياض الدين      | 2011 | الباكستان       |
| الدكتور لياقت علي              | 2013 | بنغلادش         |
| الدكتورة جاكي ينغ              | 2015 | سنغافوره        |

### زملاء الاكاديمية الراحلون
| الأستاذ الدكتور محمد ابراهيم              | بنغلادش         | 1911-1988 |
| الأستاذ الدكتور جبريل فال                 | السنغال         | 1930-1992 |
| الأستاذ الدكتور سليم الزمان صديقي         | الباكستان       | 1897-1994 |
| الأستاذ الدكتور عبد السلام ميا            | بنغلادش/ أمريكا | 1925-1995 |
| الأستاذ الدكتور سليمان جابر حمد           | السودان         | 1937-1996 |
| الأستاذ الدكتور محمد رضى الدين صديقي      | الباكستان       | 1908-1998 |
| الأستاذ الدكتور عبد الله المطيع شرف الدين | بنغلادش         | 1930-1998 |
| الأستاذ الدكتور أحمد بيقوني               | أندونيسيا       | 1923-1998 |
| الأستاذ الدكتور ممتاز علي قاضي            | الباكستان       | 1928-1999 |
| الأستاذ الدكتور فراماز مقصودوف            | اذربيجان        | 1930-2000 |
| الأستاذ الدكتور محجوب عبيد طه             | السودان         | 1937-2000 |
| الأستاذ الدكتور علي كتاني                 | المغرب          | 1941-2001 |
| الأستاذ الدكتور محمد كامل محمود           | مصر             | 1926-2003 |
| الأستاذ الدكتور سمعان صمديكن              | اندونيسيا       | 1931-2006 |
| الأستاذ الدكتور افتخار أحمد مالك          | الباكستان       | 1936-2008 |
| الأستاذ الدكتورج. (يونس) اريو كاتيلي      | اندونيسيا       | 1929-2008 |
| الأستاذ الدكتور إبراهيم مار ديوب          | السنغال         | 1921-2008 |
| الأستاذ الدكتور سيد ظهير حيدر             | بنغلادش         | 1927-2008 |
| الأستاذ الدكتور محمد إلياس بورني          | الباكستان       | 1922-2008 |
| الأستاذ الدكتور بدري محمد                 | ماليزيا         | 1943-2009 |
| الأستاذ الدكتور بولاط حبيب الله ييف       | اوزباكستان      | 1936-2010 |
| الأستاذ الدكتور محمد أنور وقار            | الباكستان       | 1941-2010 |
| الأستاذ الدكتور سليمان نيانغ              | السنغال         | 1929-2010 |
| الأستاذ الدكتور أحمد نووي أيوب            | ماليزيا         | 1937-2010 |
| الأستاذ الدكتور كمال بتنوني               | مصر             | 1936-2011 |
| الأستاذ الدكتور محمد بهاء الدين فايز      | مصر             | 1927-2011 |
| الأستاذ الدكتور مظهر محمود قرشي           | الباكستان       | 1925-2011 |
| الأستاذ الدكتور محمود حافظ                | مصر             | 1912-2011 |
| الأستاذ الدكتور جمال نظر الإسلام          | بنغلادش         | 1939-2013 |
| الأستاذ الدكتور رياض الدين                | الباكستان       | 1930-2013 |
| الأستاذ الدكتور نعيم أحمد خان             | الباكستان       | 1928-2013 |
| الأستاذ الدكتور محمد نعمت اوزداش          | تركيا           | 1921-2014 |
| الأستاذ الدكتور اوغور ديلمن               | تركيا           | 1955-2015 |
| الأستاذ الدكتور إبراهيم جميل بدران        | مصر             | 1924-2015 |
| الأستاذ الدكتور فخر الدين الداغستاني      | الاردن          | 1936-2016 |
| الأستاذ الدكتور إبراهيم وان               | السنغال         | 1926-2016 |
| الأستاذ الدكتور سيد قاسم مهدي             | الباكستان       | 1941-2016 |
| الأستاذ الدكتور كوركت اوزال               | تركيا           | 1929-2016 |
| الأستاذ الدكتور محمد سليم الله            | بنغلاديش        | 1949-2016 |
| الأستاذ الدكتور عطية عاشور                | مصر             | 1924-2017 |
| الأستاذ الدكتور مصطفى دورك                | تركيا           | 1932-2017 |
| الأستاذ الدكتور اشفاق أحمد                | الباكستان       | 1930-2018 |
| الأستاذ الدكتور ناجي بور                  | تركيا           | 1928-2018 |
| الأستاذ الدكتور سلامبك حادجييف            | جمهورية الشيشان | 1941-2018 |